# Кравник звичайний
Кравник звичайний (Odontites vulgaris) — вид трав'янистих рослин родини вовчкові (Orobanchaceae), поширений у Європі й помірній Азії.

## Опис
Однорічна рослина 15–40(60) см заввишки, цілком з притиснутими білими волосками. Стебла часто розгалужені від середини й апікально, вище чотирикутні. Приквітки коротше квіток або дорівнюють їм. Листки сидячі, ланцетні, 1–4.5 × 0.3–1 см, біля основи трохи звужені, віддалено-зубчасті. Чашечка 5–6 мм довжиною, з трикутними, коротше трубки, зубчиками. Віночок коротко запушений, у 1.5 або 2 рази довший за чашечку, 8–10 мм завдовжки, верхня губа його трохи довше нижньої. Коробочка вузько-довгаста, злегка стиснута, 4–7 мм, апікально волосата. Насіння еліпсоїдне, ≈ 1.5 мм.

## Поширення
Поширений у Європі й помірній Азії.
В Україні вид зростає на луках, по схилах, біля доріг — на всій території крім високогір'я Карпат.